# Rock Against Communism
Rock Against Communism, RAC (ang. „rock przeciw komunizmowi”) – ruch w muzyce rockowej.
W zakresie muzycznym zawiera się w dość szerokiej przestrzeni między rockiem klasycznym a black metalem. Tekstowo RAC to zarówno patriotyczne ballady, jak i agresywny black metal. Teksty piosenek często odnoszą się do wartości takich jak ojczyzna czy naród, a część narodowo-socjalistyczna także do rasy. Nawołują do walki z ruchami lewicowymi.
Scena RAC utożsamiana jest często z poglądami faszystowskimi, nazistowskimi, bądź nacjonalistycznymi. Scena nazistowska RAC posługuje się często cyframi 88, które są skrótem słów „Heil Hitler”, bądź w połączeniu z 14 (14/88) oznaczają Czternaście Słów i 88 Spostrzeżeń opracowanych przez Davida Lane’a.
Nazwa wywodzi się od serii koncertów, zorganizowanych w latach 80. w Wielkiej Brytanii jako reakcja na akcję „Rock przeciw rasizmowi”. Koncerty te były zainspirowane przez Iana Stuarta, lidera zespołu Skrewdriver.